# Bürogolf
Bürogolf oder auch Office Putting ist eine Variante des klassischen Golfs, die in Räumen, wie etwa in Büros gespielt wird.

## Funsport
Diese aus den USA importierte Funsport-Art ist kein Minigolf, sondern orientiert sich am herkömmlichen Golf. So darf der Ball lediglich den Boden, den jeweiligen Schläger und das Loch berühren. Alle anderen Berührungen, wie etwa Wände und Inventar etc., werden mit einem Strafschlag geahndet.
Diese Trendsportart stammt aus den USA und wird dort seit Jahren praktiziert. Von dort kam der Bürosport zeitverzögert nach Europa und wurde zunächst in Frankfurt am Main in der Bankenszene praktiziert. Mittlerweile wird es auch in Hamburg, Münster, Dresden, Düsseldorf, Köln, Bremen, Berlin, dem Ruhrgebiet und anderen Städten, wie etwa Hannover (Königliche Reithalle), gespielt und es gibt  bundesweite Wettbewerbe.

## Ablauf
Benötigt wird dazu die übliche Golfausrüstung mit Schläger, Putter, Golfball etc. Als „Ziele“ dienen spezielle Übungslöcher, etwa aus Metall. Es spielt immer der Spieler, dessen Ball am weitesten vom Loch entfernt ist. Das nächste Loch wird vom besten Spieler des vorherigen Lochs begonnen. Jede Berührung der Wände, Türen, Einrichtungsgegenstände oder der Mitspieler ergibt jeweils einen Strafschlag. Wie beim traditionellen Golf gewinnt derjenige, der insgesamt die wenigsten Schläge benötigt, um den Ball in alle Löcher des Parcours zu befördern. Der Parcours besteht in der Regel aus 9 Löchern. Eine Bürofläche von mindestens 400 m² ist für einen Parcours nötig, wobei auch über Treppen gespielt werden kann. Da noch kein offizielles Bürogolf-Reglement existiert, werden jedoch auch verschiedene Variationen gespielt.

### Spielweise
Auf grauer Auslegeware etwa spielt es sich anders und schneller als auf dem klassischen Golfrasen. Aber auch auf Betonböden und gefliesten Böden wird bereits gespielt. Teilweise werden für die Veranstaltung Teppichrollen ausgelegt. Zum einen bietet das Golfen in Geschäftsräumen eine Möglichkeit, nützliche Kontakte zu knüpfen und Networking zu betreiben. Gelegentlich wird das Office Putting zum anderen genutzt, um durch Mitgliedsbeiträge und Spenden einen guten Zweck zu unterstützen.

### Bürogolf-Clubs in Deutschland
In Deutschland gibt es mehrere sogenannte Bürogolf-Clubs, die als Verein oder Initiative existieren. Diese Bürogolf-Clubs organisieren in regelmäßigen Abständen Bürogolf-Turniere die dem Kontaktaufbau und dem Netzwerken dienen. Die Anmeldung erfolgt bei fast jedem Club online oder per E-Mail.
Übersicht der Bürogolf-Clubs
- Bocholt: Gemener Bürogolf Club
- Chemnitz: 1. Büro-Golf-Club der sächsischen Industriestadt Chemnitz
- Bremen: 1. Bremer Bürogolf Club
- Delmenhorst: 1. Delmenhorster Bürogolf Club
- Dresden: 1. Büro-Golf-Club der sächsischen Landeshauptstadt Dresden
- Düsseldorf: 1. Düsseldorfer Bürogolf Club
- Halle (Saale): 1. Bürogolf Club Halle im Königlichen Hauptzollamt von 1901
- Hamburg: 1. Bürogolf-Club zu Hamburg
- Hannover: 1. Büro-Golf-Club Hannover Königliche Reithalle von 1866
- Köln: 1. Bürogolf-Club zu Köln
- Leipzig: Bürogolfclub – Leipzig e.V.
- München: 1. Bürogolfclub München
- Münster: 1. Bürogolf-Club zu Münster
- Neustadt: 1. Bürogolfclub Neustadt an der Weinstraße
- Paderborn: 1. Paderborner Bürogolfclub
- Ruhrgebiet: 1. Bürogolf-Club Ruhr
- Sächsische Elbland 1. Büro-Golf-Club des sächsischen Elblandes
- Schieder-Schwalenberg: Büro-Golf-Club Lippe
- Starnberg: 1. Bürogolfclub Starnberg
- Walsrode: Büro-Golf Walsrode
- Wolfsburg: 1. Büro-Golf-Club Wolfsburg – Braunschweig – Gifhorn[2]